# Dasypogon rapax
Dasypogon rapax är en tvåvingeart som beskrevs av Walker 1851. Dasypogon rapax ingår i släktet Dasypogon och familjen rovflugor. Inga underarter finns listade i Catalogue of Life.